# Ivanivske, Putîvl
Ivanivske (în ucraineană Іванівське) este un sat în comuna Iațîne din raionul Putîvl, regiunea Sumî, Ucraina.

## Demografie
Componența lingvistică a localității Ivanivske
     Rusă (87,5%)
     Ucraineană (12,5%)
Conform recensământului din 2001, majoritatea populației localității Ivanivske era vorbitoare de rusă (87,5%), existând în minoritate și vorbitori de ucraineană (12,5%).